# Pseudosaltator rufiventris
Pseudosaltator rufiventris е вид птица от семейство Тангарови (Thraupidae). Видът е почти застрашен от изчезване.

## Разпространение
Видът е разпространен в Аржентина и Боливия.